# Monjes Ucranianos Estuditas
Los estuditas ucranianos (en ucraniano: Студити), formalmente los Monjes de la Regla Estudita (en latín: Monachi e Regula Studitarum; en ucraniano: Монахи Студитського Уставу, romanizado: Monakhy Studytskoho Ustavu, abreviado MSU) son una orden monástica de la Iglesia greco-católica ucraniana.

## Historia
La Regla Estudita fue desarrollada en el monasterio de Studion de Constantinopla, a partir del siglo V, especialmente por San Teodoro el Estudita (760-826). La regla fue llevada a la Rus de Kiev en el siglo XI por San Teodosio de Kiev. En el siglo XVII todos los monasterios ucranianos se unieron en la Orden de San Basilio el Grande, siguiendo un camino similar al del monaquismo de rito occidental. Ante la grave situación del monacato ucraniano y la reforma de la Orden Basiliana a finales del siglo XIX, el Metropolitano Andréi Sheptytsky decidió reintroducir también el monacato basado en la Regla Estudita. A principios del siglo XX se fundó el primer monasterio, que en 1919 se trasladó a la Lavra de la Santa Dormición en Mizhhiria (actual Univ, Ucrania), un antiguo monasterio basiliano que en aquel tiempo servía de residencia al Metropolitano. El padre Lev Gillet fue, durante un breve tiempo, miembro de esta comunidad. Antes de que el desarrollo del monasterio fuera interrumpido por los soviéticos en 1939, había 225 monjes estuditas repartidos en ocho monasterios. Entre 1908 y 1924, hubo incluso un Monasterio de los Estuditas situado en Kamenica, situado en el asentamiento agrícola greco-católico rusino-ucraniano cerca de Čelinac, en una región de Bosnia y Herzegovina (entonces parte del Imperio austrohúngaro) por lo demás mayoritariamente ortodoxa serbia.
Los comunistas intentaron destruir esta rama particular de la iglesia ucraniana, en 1946 la sometieron por la fuerza al Patriarcado de Moscú y la Lavra de Univ se convirtió en un campo de concentración para el clero greco-católico que se negó abiertamente a servir a la causa soviética y renunciar a su lealtad al Papa. En 1947 el Archimandrita de los monjes estuditas, el beato Clemente Sheptytsky, fue arrestado y martirizado en Siberia en 1951. Los monjes estuditas en Ucrania fueron obligados a vivir en la clandestinidad, donde servían en secreto a la Iglesia de las Catacumbas. Un pequeño grupo de monjes, que durante la guerra terminó en Europa Occidental, emigró a Canadá, donde establecieron el Monasterio de la Santa Dormición en Woodstock (Ontario), en 1951. Cuando en 1963 el arzobispo mayor Josyf Slipyj fue liberado de los gulags soviéticos, tomó a los monjes estuditas bajo su patrocinio personal y estableció el monasterio de Studion de San Teodoro el Estudita en la residencia de verano papal de Castel Gandolfo. En 1978, Lubomyr Husar, futuro arzobispo mayor de Kiev y Galitzia, se convirtió en Archimandrita de los Estuditas fuera de Ucrania.
Con el colapso de la Unión Soviética, los estuditas restablecieron sus monasterios en Ucrania. En la víspera de Navidad de 1991, las campanas de la Lavra de Univ sonaron por primera vez en medio siglo; esa noche también anunciaron el renacimiento de Ucrania.
En la actualidad hay 75 monjes estuditas repartidos en ocho monasterios. Los estuditas son conocidos por optar por preservar todas las tradiciones del rito oriental en la Iglesia católica ucraniana y dirigen una exitosa editorial llamada Svichado (en ucraniano: Свічадо). También están muy involucrados en la recopilación y preservación del arte de la iglesia greco-católica, incluidos íconos, esculturas de madera, tapices y trabajos en metal.